# Ding Mingjing
Ding Mingjing – chiński judoka.
Brązowy medalista igrzysk azjatyckich w 1986 roku.